# Yan Wagner
Yan Wagner est un auteur-compositeur et producteur franco-américain, né à Paris, France.  Il est reconnu pour sa voix grave et ses productions mêlant pop et électronique.

## Biographie
Après des études à New York, Yan Wagner se fait connaître en 2010 avec le single “Recession Song”.
Son premier album, mêlant techno et pop, “Forty Eight Hours”, produit par Arnaud Rebotini, sort en 2012. 
En 2017, il publie “This Never Happened”, un album qui élargit son univers musical et démontre sa capacité à explorer de nouveaux territoires sonores.
En 2021, il dévoile “Couleur Chaos”, son premier album en français, incorporant des éléments de G-funk et de disco, témoignant de son évolution artistique et de sa capacité à intégrer des influences variées,.
Parallèlement à ses projets personnels, Yan Wagner a collaboré avec divers artistes tels qu’Étienne Daho, Gesaffelstein ou Thylacine et a réalisé et arrangé des albums pour Calypso Valois,.
Il a également composé des bandes originales, notamment pour le film “Animale” d’Emma Benestan, sorti en 2024 et film de clôture de la Semaine de la Critique du Festival de Cannes 2024.
En 2021 il endosse pour le Printemps de Bourges, en collaboration avec Uele Lamore, le costume de directeur musical pour la création Glory Dummy, une célébration du premier anniversaire du groupe de trip hop Portishead pour un concert dans la cathédrale Saint-Etienne de Bourges pour lequel il invite les artistes Sandra Nkaké, Victor Solf, Malik Djoudi, Lou Doillon et Silly Boy Blue à jouer les morceaux de l’album Dummy accompagné d’un ensemble orchestral.
Il participe à la création du groupe rock Taste qui sort deux EP en 2023,.
Yan Wagner produit également des morceaux de musique électronique sous le nom The Populists,. 

## Discographie

### Yan Wagner
- 2012 : Forty Eight Hours
- 2017 : This Never Happened
- 2021 : Couleur Chaos

### The populists
- 2014 : Soft Power
- 2015 : Lip Dub
- 2019 : Bakchich
- 2021 : XXX
- 2024 : Dancers